# آدریان اسکاربرو
آدریان اسکاربرو (انگلیسی: Adrian Scarborough؛ زادهٔ ۱۰ مهٔ ۱۹۶۸) بازیگر اهل انگلستان است. وی از سال ۱۹۹۳ میلادی تاکنون مشغول فعالیت بوده‌است.
از فیلم‌ها یا برنامه‌های تلویزیونی که وی در آن نقش داشته‌است، می‌توان به سَـندیتون، بینوایان، چیزهای زیبای کثیف، سخنرانی پادشاه، گاسفورد پارک، ورا دریک، آخرین چاره، هرج‌ومرج کوچک، در ساحل چزیل، در چله سرد زمستان، افسانه‌های واهی، برای کشتن یک پادشاه، آخرین ورمیر و رسوایی‌ای بس انگلیسی اشاره کرد.
وی همچنین برندهٔ جوایزی همچون جایزه لارنس الیویه شده‌است.